# Lễ bí truyền Eleusinia
Lễ bí truyền Eleusinia (còn được gọi là Lễ hội Eleusis) là một trong những nghi lễ tôn thờ các thần nữ Demeter và Persephone trong tôn giáo Hy Lạp cổ đại. Nghi lễ này được tổ chức tại thành phố Eleusis, nằm cách Athens khoảng 20 km về phía tây.
Lễ bí truyền Eleusinia được coi là một trong những bí ẩn lớn nhất và tốt nhất giữ bí mật trong cả cuộc sống tôn giáo của Hy Lạp cổ đại. Nó dành riêng cho các thành viên của Hiệp hội Eleusinian, gồm các thần tử, vị vua và các công dân được chọn lựa. Các nghi lễ được tổ chức hàng năm vào mùa thu và kéo dài trong 9 ngày.
Nội dung chính của Lễ bí truyền Eleusinia không được ghi chép hoặc tiết lộ công khai, và chỉ những người tham gia nghi lễ mới biết được những điều bí mật này. Tuy nhiên, có một số giả thuyết về nội dung của nghi lễ dựa trên các nguồn tài liệu và bằng chứng còn sót lại.
Một trong những giả thuyết phổ biến nhất là nghi lễ này liên quan đến việc tái hiện câu chuyện về việc Persephone bị bắt cóc bởi Hades và cách Demeter tìm kiếm và đòi con gái trở lại từ vương quốc chết. Sự tái hiện này có thể bao gồm các màn biểu diễn nghệ thuật, kịch và múa để tôn vinh câu chuyện này và tưởng nhớ Demeter và Persephone như những thần thánh góp phần vào mùa màng và sự sống trên đất đai.
Tuy nhiên, điều chắc chắn là Lễ bí truyền Eleusinia đã góp phần đáng kể vào tôn giáo và văn hóa của Hy Lạp cổ đại và có ảnh hưởng sâu sắc trong suốt hàng nghìn năm. Nó đã trở thành một trong những nghi lễ tôn thờ quan trọng nhất và được các triết gia, nhà văn và nghệ sĩ kể về trong các tác phẩm văn học và nghệ thuật khác nhau.